# El Seibo (província)
El Seibo é uma província na parte oriental da República Dominicana. Sua capital é a cidade de Santa Cruz de El Seibo.

## História
El Seibo foi uma das primeiras província da República Dominicana a serem criadas (antigamente chamadas de departamentos), sendo ela criada em 1844 no ano de independência da República Dominicana assim se tornando uma das 5 províncias originais da República Dominicana.
Anteriormente, a província possuía toda a região oriental do país, incluindo a Península de Samaná.
Mas a província de El Seibo acabou perdendo território com a criação de novas províncias. As duas primeiras províncias formadas com o território de Cipó foram Samaná em 1865 e San Pedro de Macorís em 1882.
Os habitantes dessa província tiveram uma ativa
participação na guerra de independência da República Dominicana sendo eles liderados por Pedro Santana.

## População
Atualmente a província de El Seibo tem 115,899 habitantes e 64,0 km de densidade, com os município de Santa Cruz de El Seibo com 97 144 habitantes e Miches 30 000 habitantes.

## Turismo
O turismo vem aumentando na província de El Seibo, há muitos pontos de turismo como a Reserva científica das lagoas Redonda y Limón, Montaña Redonda e a Emerald Bay Beach.

## Divisões
A província de El Seibo é divida em 2 municípios e 4 divisões municipais, sendo Miche e Santa Cruz del Seibo os 2 municípios que abrigam as 4 divisões municipais.
Municípios: • Santa Cruz de El Seibo e  • Miches
Divisões administrativas: • Pedro Sánchez  • El Cedro  • San Francisco-Vicentillo
• La Gina • Santa Lucía

## População
Atualmente a província de El Seibo tem 115,899 habitantes e 64,0 km de densidade, com os município de Santa Cruz de El Seibo com 97 144 habitantes e Miches 30 000 habitantes.

## Geografia
El Seibo ao norte limita com Samaná ao leste com Altagracia, ao sul com San Pedro de Macorís e La Romana ao oeste com Hato Mayor.
Na região central norte tem a cordilheira Oriental ou Sierra del Seibo
O principal rio da província é o Rio Soco com uma de 814.98 km² que deságua no Mar do Caribe e também o Rio Chavón com superfície 234.62 km² que também deságua no Mar do Caribe.

## Economia
A economia de El Seibo tem como atividade principal a pecuária, leite e também cana-de-açúcar.
Muitas das indústrias são artesanais ou  semi-artesanais como as que produzem produtos lácteos como queijo e doces.

## Cultura
A tourada é uma importante parte da cultura de El Seibo, isso surgiu devido a colonização espanhola que trouxe esses costumes para diversos locais da República Dominicana mas que acabou ficando com mais traços culturais em El Seibo.